# Saint-Germier, Deux-Sèvres
Saint-Germier är en kommun i departementet Deux-Sèvres i regionen Nouvelle-Aquitaine i västra Frankrike. Kommunen ligger i kantonen Ménigoute som tillhör arrondissementet Parthenay. År 2022 hade Saint-Germier 259 invånare.

## Befolkningsutveckling
Antalet invånare i kommunen Saint-Germier
| Referens: INSEE |